# Sulzbach (Hesse)
Sulzbach (pronunciación en alemán: /ˈzʊlt͡sˌbax/ⓘ) es un municipio situado en el distrito de Main-Taunus, en el estado federado de Hesse (Alemania). Tiene una población estimada, a fines de 2020, de 9170 habitantes.
Está ubicado al suroeste del estado, a unos 15 kilómetros del centro de la ciudad de Fráncfort del Meno.